# David Freese
David Freese (Corpus Christi, 28 april 1983) is een voormalig Amerikaans honkbalspeler die speelde als derde honkman. Hij kwam tijdens zijn carrière uit voor St. Louis Cardinals, Los Angeles Angels of Anaheim, Pittsburgh Pirates en Los Angeles Dodgers. In 2011 was hij MVP, Most Valuable Player, toen de Cardinals met 4-3 de World Series wonnen van de Rangers.

## Biografie
Freese werd op 28 april 1983 geboren in Corpus Christi. Hij groeide op in Wildwood in de staat Missouri, en was fan van de St. Louis Cardinals. Hij ging naar Lafayette High School, waar hij honkbal speelde. Na zijn senior seizoen besloot hij aan de Universiteit van Missouri alleen te gaan studeren, en geen college honkbal te gaan spelen - hij gaf aan 'burned out' te zijn met de sport. Een jaar later besloot hij de sport weer op te pakken, en ging hij spelen voor Meramec Community College. Na twee seizoenen maakt hij de overstap naar de University of South Alabama.

## Professionele carrière

### Draft enMinor League
Freese werd in de Major League Baseball-draft van 2006 in de negende ronde, als 273e overall, geselecteerd door de San Diego Padres. Voor de Padres kwam Freese alleen uit in de Minor League. Voor het seizoen 2008 werd Freese geruild voor Jim Edmonds, waardoor hij bij de St. Louis Cardinals belandde.

### St. Louis Cardinals (2009-2013)
In 2011 won Freese met de St. Louis Cardinals de World Series. Hij werd verkozen tot meest waardevolle speler van de World Series.

### Los Angeles Angels of Anaheim (2014–2015)
Na het seizoen 2013 werd Freese getransfereerd naar de Los Angeles Angels of Anaheim. Hij tekende een eenjarig contract met een salaris van $5.050.000,-. In zijn tweede seizoen verdiende hij $6.425.000,-. Hij was beide seizoenen een basisspeler bij de Angels.

### Pittsburgh Pirates (2016–2018)
Op 11 maart 2016 tekende Freese een eenjarig contract bij de Pirates, met een salaris van $3.000.000,-. Na het seizoen 2016 werd zijn contract met twee jaar verlengd, met een salaris van $11.000.000,-, als beloning voor zijn prestaties en getoonde leiderschapskwaliteiten.

### Los Angeles Dodgers (2018–2019)
Op 31 augustus 2018 werd Freese geruild met Jesus Manuel Valdez, waardoor hij bij de Dodgers belandde. Op 12 oktober 2019 maakte Freese bekend te stoppen als professioneel honkbalspeler.